# Claudie Haigneré
Claudie Haigneré (nata André-Deshays; Le Creusot, 13 maggio 1957) è una politica ed ex astronauta francese.
È nota per essere stata la prima francese ad essere stata nello spazio, la prima donna europea ad accedere alla Stazione spaziale internazionale e la prima donna al mondo ad aver soggiornato in due differenti stazioni orbitali.

## Biografia
Studentessa particolarmente brillante, ottiene la maturità a 15 anni. Interessata alla medicina, s'iscrive prima all'Università della Borgogna e poi continua gli studi a Parigi ottenendo il dottorato in medicina a 24 anni. Nel 1982 ottiene un certificato di studi specializzati in medicina aeronautica e spaziale, due anni dopo un altro certificato in reumatologia e nel 1986 un ulteriore diploma in biomeccanica e fisiologia del movimento. Nel 1984 inizia a lavorare come reumatologa presso l'ospedale Cochin di Parigi, continuando al contempo i suoi studi universitari, che terminerà nel 1992 con una tesi in fisiologia neurosensoriale.
Nel 1985 è selezionata dal Centre national d'études spatiales come candidata astronauta e a partire dal 1990 diventa la responsabile dei programmi di fisiologia e di medicina spaziale. Dopo 19 anni di formazione all'università e 11 di selezione presso il centro di studi spaziali, il 17 agosto 1996 parte per la sua prima missione spaziale. Raggiunge la stazione spaziale russa Mir con la missione Sojuz TM-24 e rientra con la Sojuz TM-23 il 2 settembre, restando in orbita per 17 giorni. È la prima donna francese a compiere un viaggio nello spazio.
Nel 1999 viene integrata all'Agenzia spaziale europea. Il 2001 è un anno importante per Claudie perché il 19 maggio si sposa con il padre di sua figlia, l'astronauta francese Jean-Pierre Haigneré, e a ottobre si reca per otto giorni sulla Stazione spaziale internazionale diventando così la prima donna europea a salire sulla stazione internazionale e la prima al mondo ad aver soggiornato in due differenti stazioni orbitali.
Claudie Haigneré è ormai da molti anni una persona molto nota e apprezzata in Francia e il 18 giugno 2002 Jean-Pierre Raffarin le propone di diventare ministro per la ricerca e le nuove tecnologie. È rimasta in carica fino al 30 marzo 2004; è stata inoltre ministro per gli affari europei nel terzo governo di Raffarin dal 30 marzo[2004 al 31 maggio 2005.
Il 16 aprile 2009 è succeduta a François d'Aubert nella presidenza della Cité des sciences et de l'industrie di Parigi e nel febbraio 2015 ritorna all'Agenzia spaziale europea come consigliera del Direttore generale dell'agenzia.